# Tetragrapsus
Tetragrapsus is een geslacht van kreeftachtigen uit de klasse van de Malacostraca (hogere kreeftachtigen).

## Soort
- Tetragrapsus jouyi (Rathbun, 1894)